# Rastafaria abessinica
Rastafaria abessinica är en insektsart som beskrevs av Willy Adolf Theodor Ramme 1931. Rastafaria abessinica ingår i släktet Rastafaria och familjen gräshoppor. Inga underarter finns listade i Catalogue of Life.